# Tom Stamsnijder

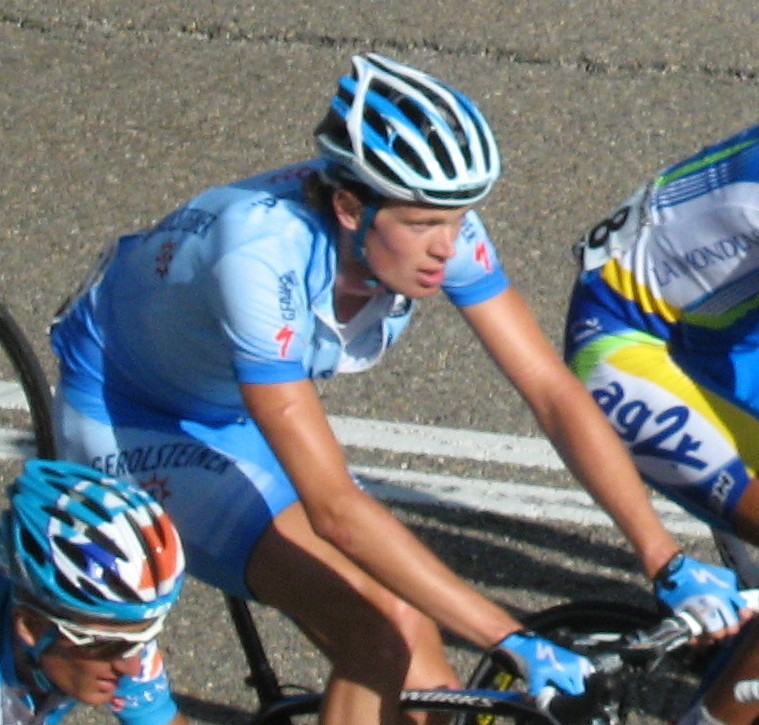
Tom Stamsnijder in de Vuelta 2008.

Tom Stamsnijder (Almelo, 15 mei 1985) is een Nederlands voormalig wielrenner die gereden heeft voor Team Gerolsteiner, Rabobank, Leopard-Trek en Team Sunweb. Zijn vader Hennie Stamsnijder was een succesvol veldrijder.

## Loopbaan
Tom Stamsnijder vertrok in 2007 van Rabobank CT naar Team Gerolsteiner, nadat hij van manager Theo de Rooij te horen had gekregen dat er geen plek voor hem was bij de hoofdploeg. Bij Gerolsteiner reed Stamsnijder zich goed in de kijker. Zo eindigde hij als 2e in de 13e etappe van de Vuelta van 2007 nadat hij een sprint à deux verloor van Andreas Klier die later al zijn uitslagen na juli 2005 moest inleveren. Hij maakte bij Gerolsteiner zodanig indruk dat hij in augustus 2008 alsnog een tweejarig contract bij het Rabo Pro Team kon tekenen.
In 2011 stapte hij over naar het nieuwe team Leopard-Trek, de ploeg van de broers Fränk en Andy Schleck. Omdat er in de fusieploeg Team RadioShack-Nissan-Trek geen plaats meer was voor Stamsnijder moest hij voor 2012 op zoek naar een nieuwe ploeg. Die vond hij in Argos-Shimano, de opvolger van Skil-Shimano.
Stamsnijder reed de Ronde van Italië in 2017 voor Team Sunweb in dienst van kopman Tom Dumoulin. Dumoulin won deze honderdste editie van de Ronde van Italië als eerste Nederlander. Het was voor Stamsnijder voor de tweede keer dat hij deel uitmaakte van het team van de eindwinnaar. Toen de Rus Denis Mensjov in 2009 de Giro won was Stamsnijder zijn ploeggenoot.
Tom Stamsnijder moest om medische redenen per november 2018 een punt achter zijn wielercarrière zetten.

## Belangrijkste overwinningen
2000
 Nederlands kampioen tijdrijden, Nieuwelingen
2002
Ronde van Vlaanderen, Junioren
2004
Proloog en 2e etappe Mainfranken-Tour, Beloften
2005
Proloog Ronde van Thüringen
3e etappe Ronde van de Somme
2006
1e etappe Wielerweek van Lombardije
4e etappe Grand Prix Willem Tell
2010
Tussensprintklassement Ronde van Italië

## Resultaten in voornaamste wedstrijden
| Jaar | Ronde van Italië | Ronde van Frankrijk | Ronde van Spanje |
| ---- | ---------------- | ------------------- | ---------------- |
| 2007 |                  |                     | 120e             |
| 2008 |                  |                     | 88e              |
| 2009 | 134e             |                     |                  |
| 2010 | 109e             |                     |                  |
| 2011 | opgave           |                     |                  |
| 2012 |                  |                     |                  |
| 2013 |                  |                     | 137e             |
| 2014 | 143e             |                     |                  |
| 2015 | 153e             |                     | 155e             |
| 2016 | 142e             |                     | 131e             |
| 2017 | 154e             |                     |                  |
| 2018 |                  |                     |                  |

| Jaar | Milaan-San Remo | Gent-Wevelgem | Ronde van Vlaanderen | Parijs-Roubaix | Amstel Gold Race | Parijs-Tours |  | WK op de weg |  | Wereldranglijsten |
| ---- | --------------- | ------------- | -------------------- | -------------- | ---------------- | ------------ |  | ------------ |  | ----------------- |
| 2007 |                 | 54e           | 105e                 | 88e            | opgave           | 108e         |  |              |  | 176e (UPT)        |
| 2008 |                 |               |                      |                |                  |              |  | opgave       |  |                   |
| 2009 |                 |               |                      |                |                  | 102e         |  |              |  |                   |
| 2010 |                 | 75e           | opgave               | opgave         |                  |              |  |              |  |                   |
| 2011 |                 | opgave        | 101e                 | opgave         |                  |              |  |              |  |                   |
| 2012 |                 | opgave        | 84e                  | opgave         |                  |              |  |              |  |                   |
| 2013 |                 | opgave        |                      | buit.tijd      |                  | opgave       |  |              |  |                   |
| 2014 | opgave          |               |                      | opgave         |                  | opgave       |  |              |  |                   |
| 2015 |                 |               |                      | 131e           |                  | opgave       |  |              |  |                   |
| 2016 | 131e            | opgave        |                      | 100e           |                  |              |  |              |  |                   |
| 2017 | 187e            |               |                      | opgave         |                  |              |  |              |  |                   |
| 2018 |                 | opgave        | opgave               | opgave         |                  | opgave       |  |              |  |                   |

## Ploegen
- 2004 –  Rabobank GS3
- 2005 –  Rabobank Continental Team
- 2006 –  Rabobank Continental Team
- 2007 –  Team Gerolsteiner
- 2008 –  Team Gerolsteiner
- 2009 –  Rabobank
- 2010 –  Rabobank
- 2011 –  Leopard-Trek
- 2012 –  Argos-Shimano
- 2013 –  Argos-Shimano
- 2014 –  Giant-Shimano
- 2015 –  Team Giant-Alpecin
- 2016 –  Team Giant-Alpecin
- 2017 –  Team Sunweb
- 2018 –  Team Sunweb